# Phaea eyai
Phaea eyai es una especie de escarabajo longicornio del género Phaea, tribu Tetraopini, subfamilia Lamiinae. Fue descrita científicamente por Chemsak en 2000.

## Descripción
Mide 7-11 milímetros de longitud.

## Distribución
Se distribuye por México.